# Christiaan van der Kamp
Christiaan van der Kamp (Haarlem, 29 maart 1967) is een Nederlands jurist, bestuurder en CDA-politicus. Sinds 1 september 2021 is hij secretaris-directeur van de Omgevingsdienst Haaglanden.

## Biografie
Van der Kamp ging naar het vwo en studeerde rechtsgeleerdheid aan de Rijksuniversiteit Leiden. Hij werkte tijdens zijn militaire dienst bij de staf van de Koninklijke Marechaussee in Den Haag. Hij was daarna werkzaam als advocaat en bedrijfsjurist. In 2002 werd hij wethouder van Schipluiden. Nadat die gemeente in op 1 januari 2004 opging in de gemeente Midden-Delfland werd hij daar wethouder.
Op 1 juli 2011 werd Van der Kamp burgemeester van Bodegraven-Reeuwijk, een gemeente die op 1 januari 2011 ontstond bij de fusie van de gemeenten Bodegraven en Reeuwijk. Tot zijn benoeming was Jan Pieter Lokker waarnemend burgemeester van Bodegraven en na de fusie waarnemend burgemeester van Bodegraven-Reeuwijk.
Naast zijn burgemeesterschap was Van der Kamp lid van de stuurgroep van het Nationaal Landschap Groene Hart, lid van de maatschappelijke adviesraad van Staatsbosbeheer Zuid-Holland en vicevoorzitter van de Vereniging van Zuid-Hollandse Gemeenten. Van der Kamp is getrouwd en heeft twee kinderen.
Per 1 september 2021 is Van der Kamp gestopt als burgemeester van Bodegraven-Reeuwijk en werd hij directeur en secretaris van het algemeen- en dagelijks bestuur van de Omgevingsdienst Haaglanden. Erik van Heijningen werd per die datum waarnemend burgemeester van Bodegraven-Reeuwijk.